# Cayo Vapor
El Cayo Vapor o Isla Vapor es el nombre que recibe un accidente geográfico localizado al noreste del Archipiélago de Los Roques, en las Antillas Menores al centro norte del país sudamericano de Venezuela. Administrativamente hace parte del llamado Territorio Insular Miranda que a su vez está incluido en las Dependencias Federales de Venezuela, un territorio que organiza varias islas venezolanas en el Mar Caribe o Mar de las Antillas.
El Cayo a unos 2,8 kilómetros al este de Francisquí y 4,4 kilómetros al este de Gran Roque, tiene una superficie aproximada de 2 hectáreas equivalentes a 0,02 kilómetros cuadrados con un perímetro de 0,64 kilómetros. La isla se encuentra prácticamente deshabitada y es usada con fines turísticos con botes que llegan principalmente después de haber pasado por el cercano Cayo Nordisquí.
Vapor es uno de los cayos que esta directamente enclavado dentro del espacio de arrecifes o barrera del Archipiélago por lo que posee características de aislamiento particulares.
Se trata de una espacio que esta protegido desde 1972 pues forma parte del Parque nacional Archipiélago de Los Roques.No debe ser confundida con la Isla El Vapor que se encuentra en el Estado Bolívar.